# Opsada Šibenika 1647.
Osmanska opsada Šibenika, dio osmanskih osvajačkih ratova usmjerenih na osvajanje mletačkih posjeda. Trajala je mjesec dana, od 17. kolovoza do polovice rujna 1647. godine. Bila je najveći osmanski napad na Šibenik, a po dramatičnosti bila je jedna od najvećih u šibenskoj povijesti i najkrvaviji okršaj u dotadašnjoj povijesti Šibenika.

## Uvodne okolnosti
Šibenik je u 16. stoljeću dosta oslabila epidemija kuge. Ipak, već polovicom 17. stoljeća bio je najveći, najmnogoljudniji i praktički najvažniji grad mletačke Dalmacije. Nažalost po Šibenčane, Mletci nisu radili mnogo na obrani Šibenika od mogućeg osmanskog napada, te su Šibenčani preuzeli inicijativu kad se to pokazalo potrebnim. Po izbijanju Kandijskog rata (izbio 1645.), Šibenčani su u vrlo malo vremena podignuli tvrđave za obraniti grad. U strahu od osmanske strahovlade, Šibenčani (svi sposobni stanovnici) su se u velikom broju odazvali gradnji te su tijekom kolovoza i rujna 1646. podignuli tvrđavu sv. Ivana, kada i tvrđavu Šubićevac. Tvrđavu sv. Ivana sagradili su na vrhu brda sjeverno od šibenske stare gradske jezgre. Franjevci su dali svoj obol obrani grada. Inženjer Antonio Leni iz Genove, franjevac, izradio je nacrt Sv. Ivana. Kako se pokazalo poslije, ključna utvrda za obranu grada bila je zvjezdasta tlocrta, sa sjevera ojačana visokim zidanim nasipom u obliku kliješta (tal. tanaglia), zbog čega je u narodu znana i imenom Tanaja. Tvrđave su podignute godinu i pol prije bitke, dok je gradnja u smislu bastionskih utvrda dovršena upravo 1647. godine.
Za pašu bosanskog pašaluka neposredno pred odluku o poduzimanju opsade Husein-pašu Tekeliju osmanski sultan je postavio to mjesto, smijenivši dotadašnjeg bosanskog pašu Ibrahima.
Paša je odlučio osvojiti grad. Za to je angažirao iznimno brojnu vojsku. Prema procjenama dobivenim iz povijesnih vrela, poveo je najveću osvajačku vojsku koja je ušla u južne hrvatske krajeve još od rimskih vremena. Tekelija je u Drniš stigao s 6000 janjičara i 2000 spahija. U Drnišu preko alajbega Ferhatpašića preuzeo od svog prethodnika vojsku, koju je činilo 15 000 boraca i 6 topova. U Drnišu je Tekelija sređivao vojsku i pripravljao ju je za pohod na Šibenik.
U isto vrijeme je smotru snaga za obranu Šibenika obavljao barun Degenfeld. Sposobnom njemačkom vojskovođi u mletačkoj vojnoj službi bila je povjerena obrana grada. Za obranu su imali 2800 pješaka, 80 konjanika, 800 ljudi u pomoćnoj vojnoj službi, 1000 naoružanih građana i 1000 teritorijalaca.

## Opsada
Tijekom kolovoza je s više od 25 000 osmanskih vojnika napalo je Šibenik, a po nekima i 30.000 vojnika. Utvrđeni grad branilo je malo više od 6000 ljudi čiji je zapovjednik bio barun Christoph Martin von Degenfeld. 17. kolovoza 1647. osmanske su snage opsjele Šibenik, tada pod mletačkom vlašću. Najžešće borbe vodile su se oko Sv. Ivana. Opsada je trajala mjesec dana. Žestoke su se borbe odvijale kod tvrđave sv. Ivana, koja je odigrala ključnu ulogu u obrani Šibenika. Najžešći osmanski napad bio je na tek dovršenu tvrđavu sv. Ivana. Počeo je 8. rujna oko 21 sat.
Prvi znaci osmanskih posustajanja pojavili su se u zoru oko 3 sata izjutra 9. rujna. Tada su Osmanlije nakon punih šest sati teške borbe, posustali, a zatim prekinuli napad. Umor kod napadača se nazirao kao i pobjeda branitelja Šibenika. Borbe su se nastavile sljedećeg dana no slabijim intenzitetom. 11. rujna stiglo je pojačanje Šibenčanima. U luku je uplovio providur Leonardo Foscolo s ratnim brodovima i novim vojnim pojačanjima. Dočekalo ga je veliko slavlje pučana i vojske koji su branili grad i počasne topovske salve. Neuspješnih 25 dana opsade, pristigla pojačanja opsjednutom gradu i neslomljeni moral branitelja impresionirao je osmanske napadače i obeshrabrilo bosanskog pašu Tekeliju. Osmanlije su uskoro shvatile da nema više svrhe napadati te su se ubrzano spremali na uzmak. 16. rujna Tekelija je prekinuo opsadu, prikupio svu preostalu vojsku i vratio se ka Drnišu, putem kojim je i došao.

## Ishod
Poginulo je oko 4000 osmanskih napadača, po nekima broj izgubljenih osmanskih vojnika je oko 9000. Osmanski poraz bio je toliki da se nikad više nisu vratili.  Bila je odlučujući poraz osmanske vojske u Kandijskom ratu na prostoru Dalmacije i prekretnica na tom ratištu, što je bio veliki nadomjestak u istom ratu izgubljenoj Kreti.
U svezi s pobjedom nad osmanskih snagama je i šibenska alka, koju se trčalo pješice.